# Contrat à exécution instantanée
En droit, les contrats à exécution instantanée ont pour caractéristique que les obligations qui en naissent ne s'échelonnent pas dans le temps : ils épuisent instantanément leurs effets. C'est le cas, en règle générale, de la vente.
Il s'oppose au contrat à exécution successive.

## En droit québécois
La notion de contrat à exécution instantanée est définie à l'article 1383 (1) du Code civil du Québec : « Le contrat à exécution instantanée est celui où la nature des choses ne s’oppose pas à ce que les obligations des parties s’exécutent en une seule et même fois. »